# HD 86606
HD 86606，又名CP-70 953，SAO 256672、HR 3944，是一颗恒星，视星等为6.35，位于銀經289.82，銀緯-13.13，其B1900.0坐标为赤經9h 54m 25.4s，赤緯-70° -13.13′ 46″。